# لوي جواكيم قوديبار (لوحة فنية)

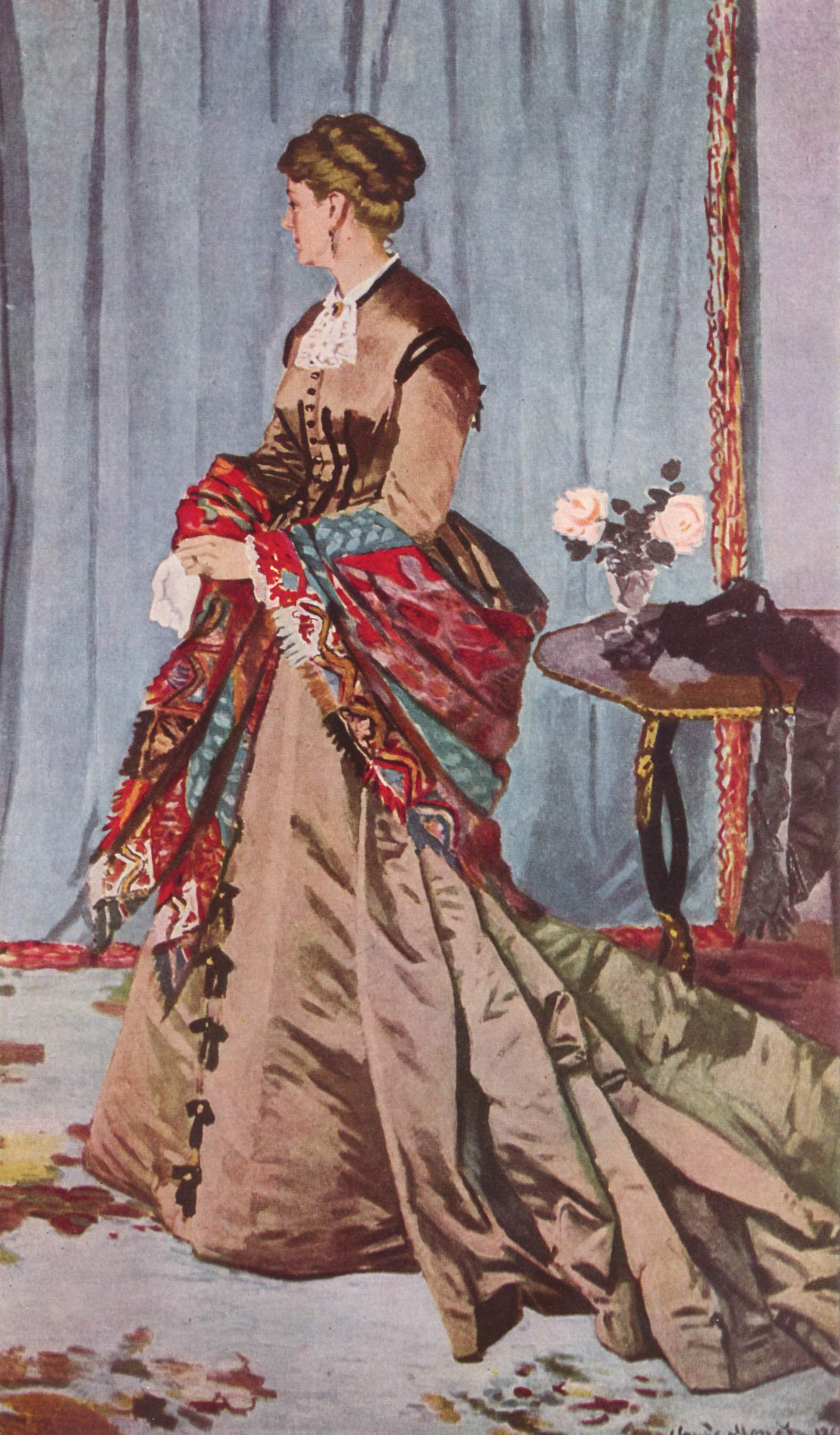

لوي جواكيم قوديبار. هي لوحة للرسام كلود مونيه في عام 1868. تم الاحتفاظ بها في متحف دورسيه في باريس.